# Храми Чернівців

### Християнство
- Римсько-католицька церква
  - Базиліка Воздвиження Всечесного Хреста (вул. Головна, 20/2)
  - Костел Найсвятішого Серця Ісуса (вул. Тараса Шевченка, 2-А)
  - Костел Святого Архангела Михаїла (Садгора) (вул. Івана Підкови 10)

- Українська греко-католицька церква
  - Собор Успіння Пресвятої Богородиці (вул. Руська, 28)
  - Храм Святих славних, всехвальних і первоверховних апостолів Петра й Павла (вул. Володимира Винниченка, 117-В)
  - Церква Покрови Пресвятої Богородиці (вул. Данила Галицького, 60)
  - Церква Різдва Пресвятої Богородиці та Святого Антонія (вул. Капеланська, 31)

- Православна церква України
  - Кафедральний собор Святого Духа (вул. Головна, 85)
  - Церква Святої Параскеви Сербської (вул. Марії Заньковецької, 24)
  - Трьох-Святительська церква (Резиденція митрополитів Буковини і Далмації) (вул. Михайла Коцюбинського, 2)
  - Свято-Миколаївська церква (вул. Руська, 35)
  - Миколаївська церква (вул. Петра Сагайдачного, 89)
  - Успенська церква (вул. Новоушицька, 2)
  - Свято-Петропавлівська церква (вул. Сторожинецька, 25)
  - Церква Святого Князя Володимира (вул. Сидора Воробкевича, 16)
  - Храм Святого Апостола і Євангелиста Іоана Богослова (вул. Миру, 9-В)
  - Церква Святого Апостола Андрія Первозваного (вул. Хрещатинська, 35-Б)
  - Собор Різдва Христового (вул. Небесної Сотні, 32)
  - Свято-Покровська церква (вул. Каштанова, 36)
  - Храм апостола Івана Богослова (вул. Жванецька, 12)
  - Свято-Покровська церква (просп. Незалежності, 107-В)
  - Храм Святого Великомученика Іоана Сучавського (вул. Фастівська, 2)
  - Храм Святих Мучениць Віри, Надії, Любові та матері їх Софії (вул. Білоруська, 27)
  - Храм Різдва Іоанна Хрестителя (вул. Ірпінська, 5-Б)
  - Церква на честь Різдва Христового Руської православної Старообрядницької Церкві (вул. Ореста Криворучка, 40)
  - Церква Святого Василія Великого та мучениці Васілісси (вул. Південно-Кільцева, 2-Д)

- УПЦ московського патріархату
  - Свято-Троїцька церква (вул. Золочівська, 74)
  - Свято-Миколаївська церква (вул. Вереснева, 4)
  - Свято-Миколаївська церква (вул. Ткачука, 1)
  - Свято-Дмитрівська церква (вул. Лугова, 6)
  - Свято-Михайлівська церква (вул. Горіхівська, 27)
  - Храм Вознесіння Господнього (вул. Руська, 235-Г)
  - Свято-Анастасіївська церква (на території СІЗО № 33, Соборна площа, 6)
  - Свято-Успенська церква (вул. Путильська, 2)
  - Храм Успіння Пресвятої Богородиці (просп. Незалежності, 141)
  - Храм преподобного Агапіта Печерського (вул. Цецинська, 28)
  - Свято-Андріївська церква (вул. Руська, 287-Б)
  - Свято-Різдва Пресвятої Богородиці чоловічий монастир «Гореча» (вул. Троянівська, 1)
  - Свято-Введенський жіночий монастир (вул. Буковинська, 10)
  - Каплиця Святого Великомученика Іоанна Нового (Резиденція митрополитів Буковини і Далмації) (вул. Михайла Коцюбинського, 2)

- Вірменська апостольська церква
  - Церква Святих апостолів Петра та Павла (вул. Українська, 30)

- Протестантизм
  - Церква «Дім Євангелія» (вул. Ясська, 15)
  - Зал Царства Свідків Єгови (вул. Авангардна, 41)
  - Румунська баптистська церква (вул. Горіхівська, 114)
  - Церква «Сінай» (вул. Руська, 166)
  - Церква «Вифанія» (вул. Рошинська, 9)
  - Церква «Вифанія» (вул. Арона Пумнула, 24)
  - Церква «Ісус Салваторул» (вул. Горіхівська, 116)
  - Церква «Дім Спасіння» (вул. Головна, 237)
  - Церква «Осанна» (бульвар Героїв Крут, 9)
  - Церква «Нове життя» (вул. Головна, 224)
  - Перша церква Євангельських християн-баптистів (вул. Рилєєва, 1)
  - Друга церква Євангельських християн-баптистів (вул. Лозівська, 20)
  - Церква «Ковчег порятунку» (вул. Небесної Сотні, 11)
  - Церква «Дім Слави Божої» (вул. Андрея Шептицького, 5)
  - Церква «Віфлеєм» (вул. Рівненська, 5)
  - Церква «Благодать» (вул. Університетська, 23)
  - Церква «Благодать» (вул. Сергія Скальда, 1)
  - Церква «Філадельфія» (вул. Горіхівська, 32)
  - Церква «Філадельфія» (вул. Ковельська, 25)
  - Церква «Асамблея Бога» (вул. Небесної Сотні, 23-А)
  - Церква «Вефіль» (вул. Героїв Майдану, 246)
  - Церква «Відродження» (вул. Бурга, 15-А)
  - Церква Ісуса Христа Святих Останніх Днів (вул. Героїв Майдану, 108-А)
  - Церква адвентистів сьомого дня (вул. Межиріцька, 1)
  - Церква адвентистів сьомого дня (вул. Грузинська, 1)
  - Церква адвентистів сьомого дня (вул. Руська, 240)
  - Церква адвентистів сьомого дня (вул. Надрічна, 16-А)
  - Церква адвентистів сьомого дня (вул. Садова, 1-Б)
  - Церква адвентистів сьомого дня (вул. Турецька, 10)
  - Церква адвентистів сьомого дня (вул. Івана Миколайчука, 2)
  - Церква адвентистів сьомого дня № 7 (вул. Василя Вишиваного, 6)
  - Церква адвентистів сьомого дня № 9 Навчально-виховний центр «Соломон» (вул. Коростишівська, 6-А)

### Юдаїзм
- Садгірська синагога (вул. Ярослава Мудрого, 192)
- Синагога Мордко і Таубі Корн (вул. Садовського, 11)
- Бейт-Тфіла Біньямін (вул. Лук'яна Кобилиці, 53)

### Іслам
- Ісламський культурний центр «Буковина» (вул. Головна, 150-А)

## Галерея

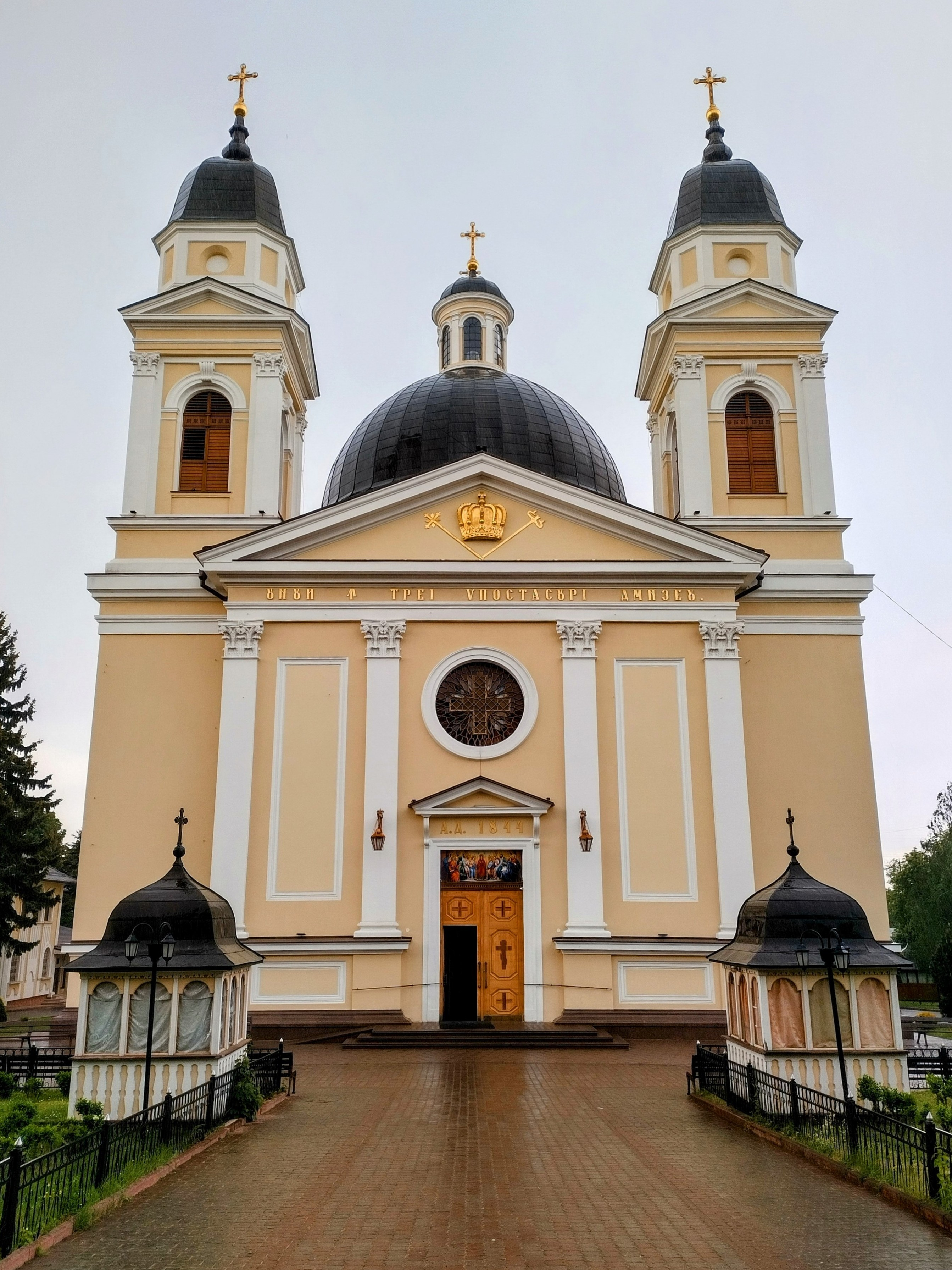
Свято-Духівський кафедральний собор
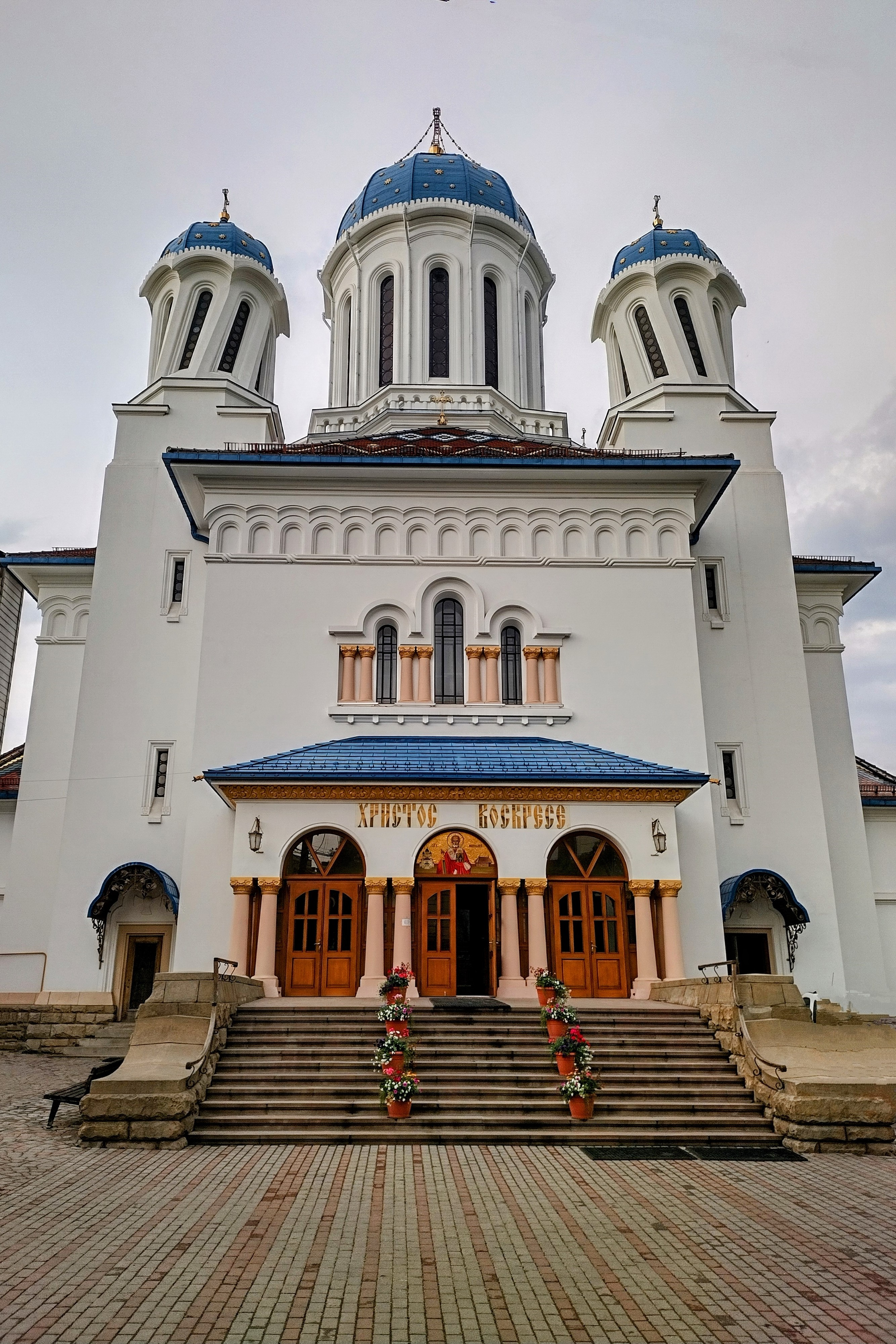
Свято-Миколаївський собор
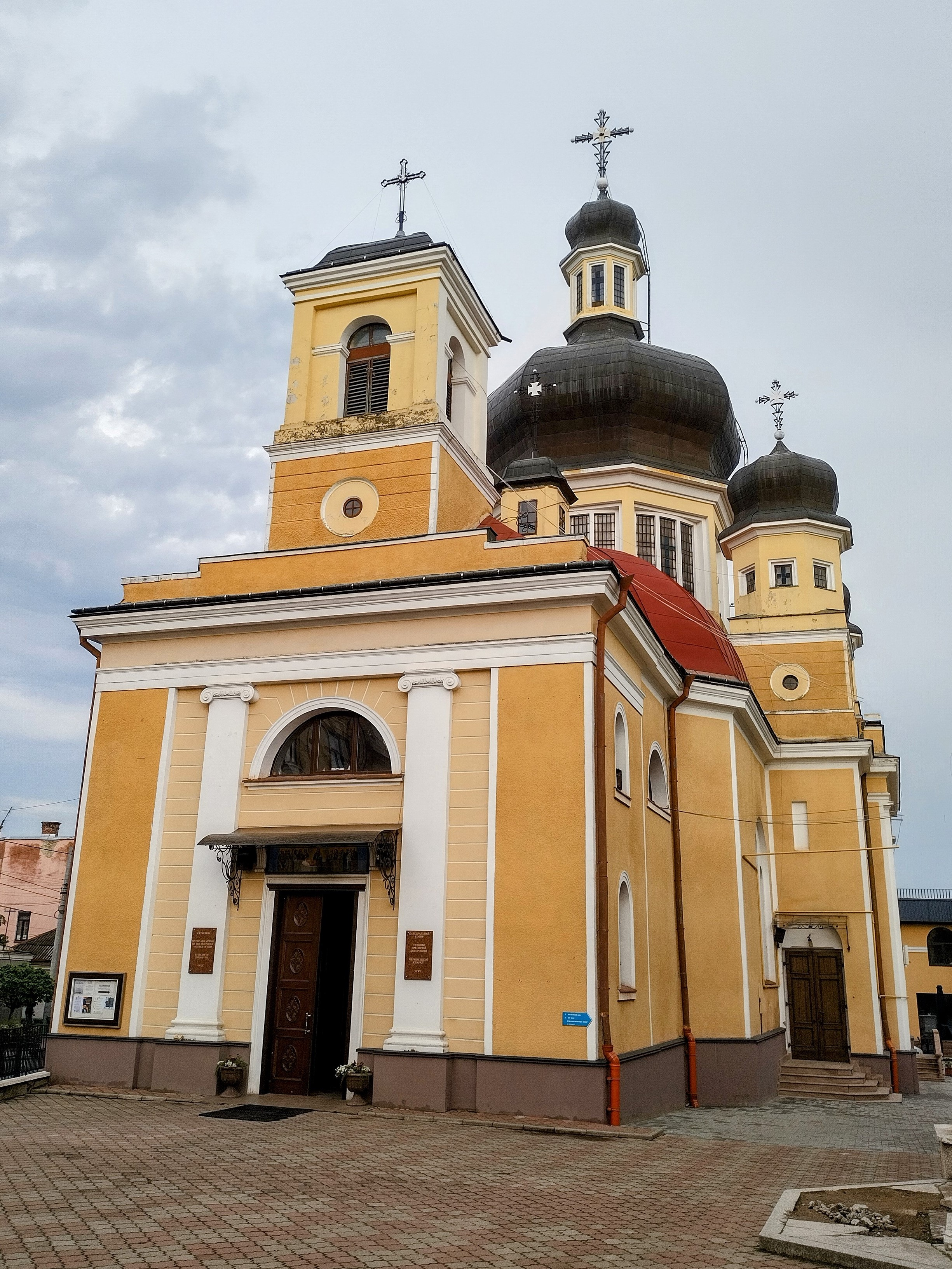
Собор Успіння Пресвятої Богородиці
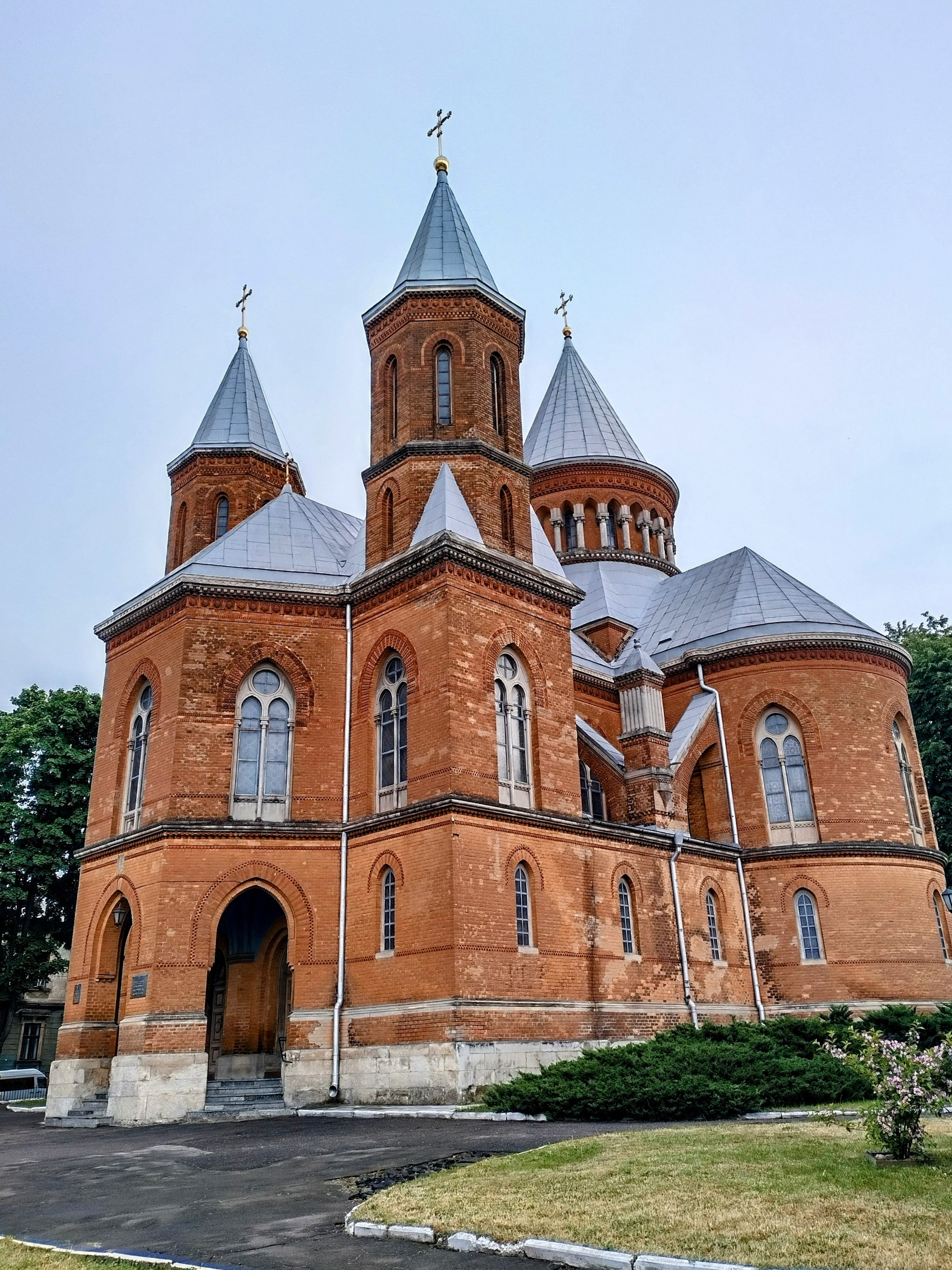
Вірменська церква Святих Апостолів Петра і Павла
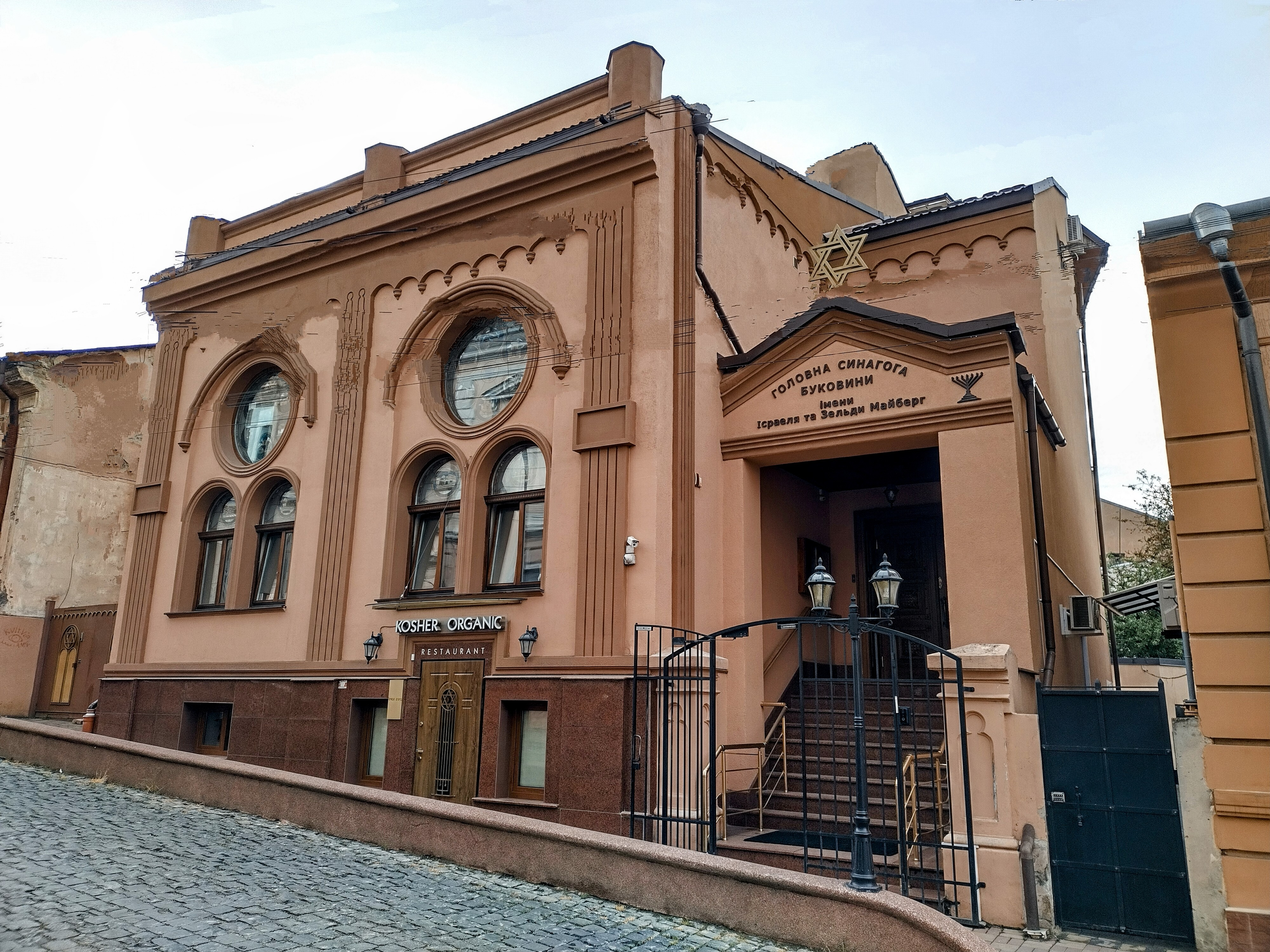
Синагога Корншил